# 吐木秀克镇
吐木秀克镇，是中华人民共和国新疆维吾尔自治区阿克苏地区温宿县下辖的一个乡镇级行政单位。

## 行政区划
吐木秀克镇下辖以下地区：
尤喀克塔尕克村、托万克塔尕克村、尤喀克托喀依村、托万克托喀依村、秋达村、吐木秀克村、尤喀克斯日木村、托万克斯日木村、兰干村和帕万拉村。